# Robert Jarosław Iwaszkiewicz

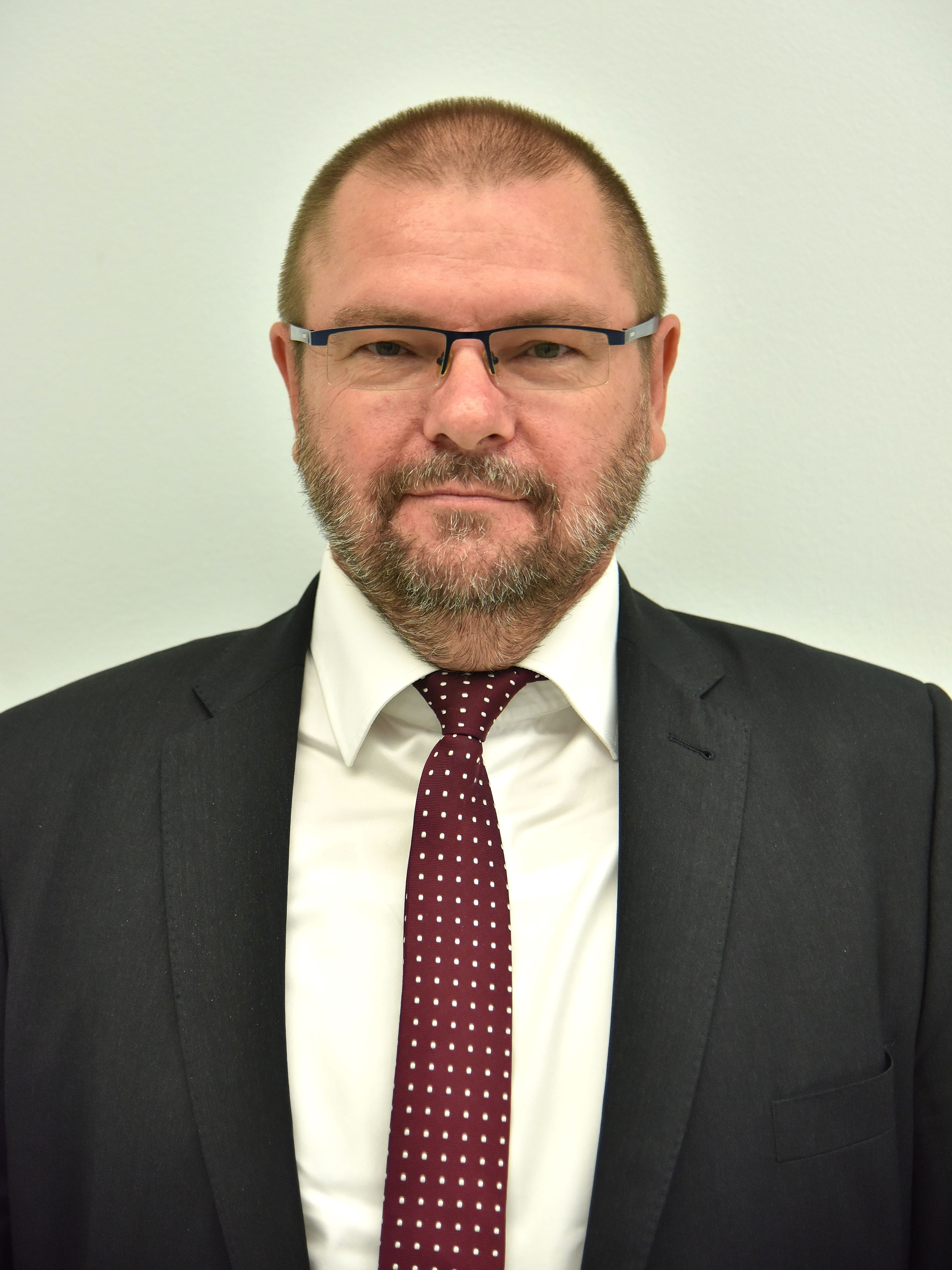
Robert Iwaszkiewicz (2016)

Robert Jarosław Iwaszkiewicz (* 17. Mai 1962 in Breslau) ist ein polnischer Politiker der Partei Koalicja Odnowy Rzeczypospolitej Wolność i Nadzieja (KORWiN). Früher gehörte er dem Kongress der Neuen Rechten an. Er war von 2014 bis 2019 Abgeordneter des Europäischen Parlaments und dort ab 20. Oktober 2014 stellvertretender Vorsitzender der Fraktion Europa der Freiheit und der direkten Demokratie. Auf europäischer Ebene war er zudem Mitglied der rechtsextremen Allianz der Europäischen nationalen Bewegungen.

## Leben
Iwaszkiewicz studierte Bauingenieurwesen mit Schwerpunkt Agrarbauten an einer landwirtschaftlichen Hochschule, war Direktor einer Chemiefabrik in Niederschlesien und gründete zwei Unternehmen, eines davon im Gesundheitssektor. Seit Mitte der 2000er-Jahre betätigte er sich in rechten Kleinparteien im Umfeld Janusz Korwin-Mikkes, zu dessen Vertrauten er gehört. Mehrfach versuchte er erfolglos, ein Mandat für den Sejm oder den Breslauer Stadtrat zu erlangen. Iwaszkiewicz war von 2014 bis 2019 Abgeordneter im Europäischen Parlament. Dort war er Mitglied im Ausschuss für Binnenmarkt und Verbraucherschutz, in der Delegation in den Ausschüssen für parlamentarische Kooperation EU-Armenien, EU-Aserbaidschan und EU-Georgien und in der Delegation in der Parlamentarischen Versammlung EURO-NEST.
Iwaszkiewicz ist mit einer Medizinerin verheiratet und hat zwei Söhne, einer davon ebenfalls Bauingenieur.